# 파나소닉 루믹스 DMC-FZ50

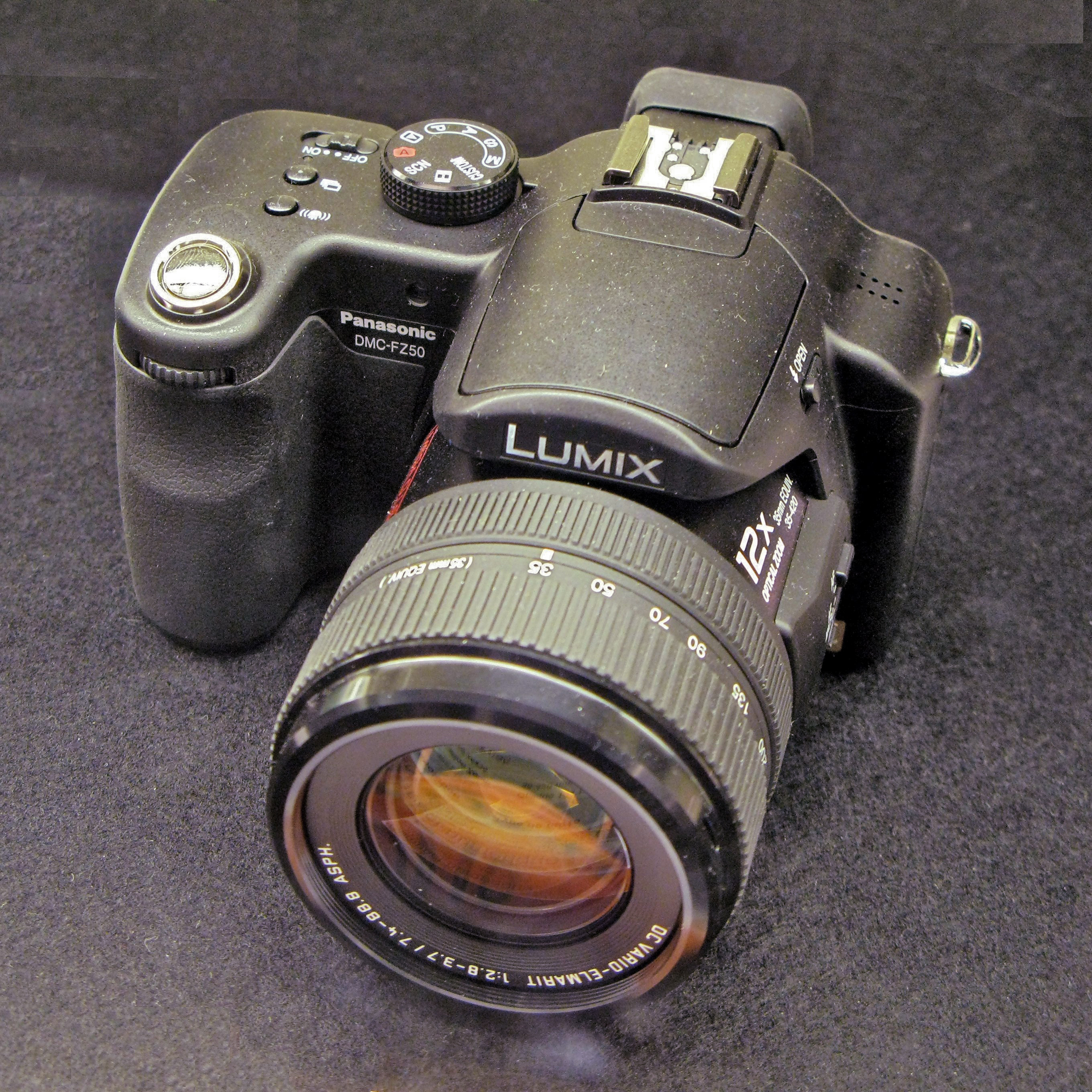

파나소닉 루믹스 DMC-FZ50(Panasonic Lumix DMC-FZ50)은 파나소닉의 1010만 유효 화소 디지털 카메라이다. 파나소닉 루믹스 DMC-FZ30의 후속 모델이다.

## ISO
실험에 따르면, RAW 이미지 포맷으로 촬영하는 경우 카메라에서 ISO를 높게 설정하는 것보다 ISO 100에서 노출 부족으로 촬영한 후 RAW 컨버터에서 밝기를 높이는 게 노이즈가 적다.